# Magdalena Koleśnik

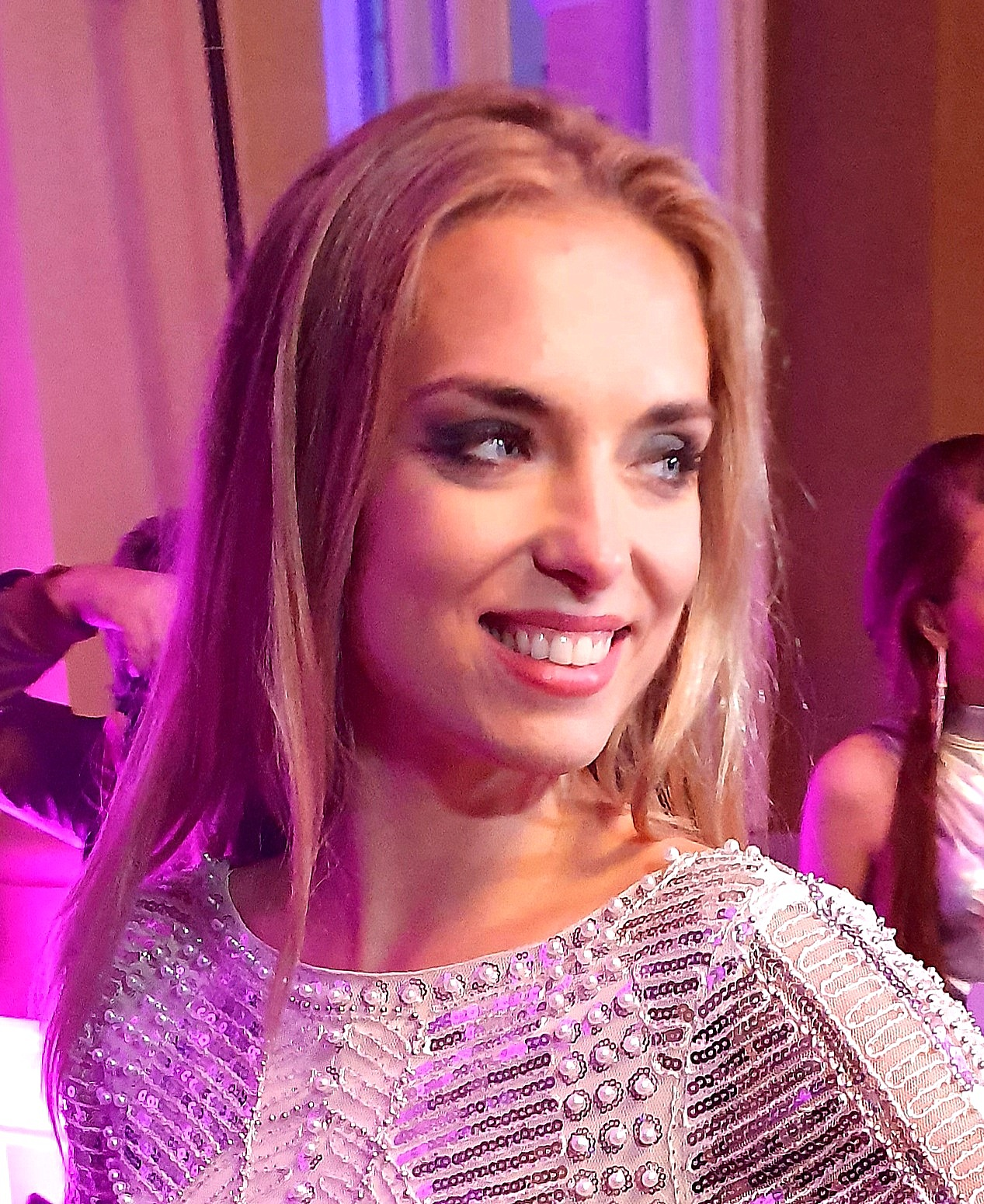
Magdalena Koleśnik im Jahr 2019

Magdalena Koleśnik (* 27. Februar 1990 in Białystok, Polen) ist eine polnische Schauspielerin.

## Leben
Magdalena Koleśnik wurde 1990 in Białystok, im Osten von Polen, geboren. Sie studierte in ihrer Geburtsstadt zunächst ein Jahr lang an der Fakultät für Puppenspielkunst, bevor sie an der Krakauer Theaterschule in der Schauspielabteilung ihre Ausbildung absolvierte und 2015 ihren Abschluss machte. Sie debütierte während ihres Studiums 2012 am Ateneum-Theater und spielte ein Jahr später am Bagatela-Theater in Krakau in dem Stück Der Idiot. Für eines ihrer Diplomstücke wurde sie auf dem Festival der Theaterschulen in Łódź ausgezeichnet. Im Anschluss an ihr Studium spielte sie unter anderem am Jüdischen Theater in Warschau, wurde 2015 Ensemblemitglied am dortigen Powszechny-Theater (Teatr Powszechny) und bekam in den Folgejahren mehrere Auszeichnungen für ihre Schauspielleistungen verliehen.
2014 und 2015 spielte sie in den Filmen Warschau ’44, Operation Arsenal – Schlacht um Warschau und Córy Wody jeweils eine der Hauptrollen. Es folgten Auftritte in verschiedenen Fernsehserien, 2019 spielte sie in dem preisgekrönten Kurzfilm Ondyna. Ihren Durchbruch hatte sie dann im Jahr 2020 mit der Hauptrolle einer Fitnesstrainerin in Magnus von Horns Film Sweat, für welche sie für den Polnischen Filmpreis als Beste Hauptdarstellerin nominiert und beim Polnischen Filmfestival Gdynia in dieser und zwei weiteren Kategorien ausgezeichnet wurde.

## Filmografie
- 2014: Warschau ’44 (Miasto 44)
- 2014: Operation Arsenal – Schlacht um Warschau (Kamienie na szaniec)
- 2015: Córy Wody (Kurzfilm)
- 2019: Ondyna (Kurzfilm)
- 2020: Marygoround (Maryjki)
- 2020: Sweat
- 2021: Other People

## Auszeichnungen
- 2020: Polnisches Filmfestival Gdynia – Beste Hauptdarstellerin, Entdeckung des Festivals, Crystal Star Elle (in dem Film Sweat)